# مجتبی سرآسیایی
مجتبی سرآسیایی(زاده ۱ مهر ۱۳۵۸ در مشهد) بازیکن سابق و مربی فوتبال اهل ایران است.
سرآسیایی که در زمان بازی به عنوان یک مدافع برای باشگاه‌های پیام مشهد، پیکان و ابومسلم سابقهٔ بازی دارد، از بدو تأسیس باشگاه شهر خودرو (تحت عنوان پدیده) در کنار این تیم بوده و در سمت‌های سرپرست و قائم مقام با این تیم همکاری داشته تا دی ۱۳۹۸ که پس از جدایی یحیی گل‌محمدی از این تیم، سرآسیایی به عنوان سرمربی جانشین وی روی نیمکت شهر خودرو شد.

## استعفا از سرمربیگری شهرخودرو
مجتبی سرآسیایی ۱۸ تیر ۹۹ با حضور در تمرین تیم باشگاه فوتبال شهر خودرو اعلام کرد از مربیگری این تیم استعفا داده‌است.